# Vigozoo
Vigozoo est le zoo de Vigo. 
Le zoo de Vigo est le seul parc zoologique de Galice. Il est situé sur le mont A Madroa, à environ 10 km de la ville, et a une surface de 55 676 mètres carrés. Il a d'abord été constitué en fondation publique en 1970, à l'initiative de Rafael Portanet au cours de son mandat de maire de Vigo, et construit par son successeur au pouvoir, Ramilo Antonio Fernandez-Areal. 
En 2014, il a reçu 91 798 visiteurs. 